# フィリッポ・パリッチ
フィリッポ・パリッチ（Filippo Palizzi、1818年6月16日 - 1899年9月11日）はイタリアの画家である。

## 略歴
南イタリア、アブルッツォ州のヴァストの法律家の家に生まれた。9人の男兄弟の一人で兄弟のほとんどが芸術的な活動をした。画家となった3人の兄弟、ジュゼッペ・パリッチ(Giuseppe Palizzi :1812–1888)、ニコラ・パリッチ(Nicola Palizzi:1820–1870)、フランチェスコ・パオロ・パリッチ(Francesco  Palizzi:1825–1871)がいる。
1836年に兄ジュゼッペが学んでいたナポリに移り、1837年にナポリの美術学校に入学したが数カ月で中退した。ナポリでは肖像画家、ジュゼッペ・ボノリス(Giuseppe Bonolis)の画塾で学んだ。兄のジュゼッペは1844年にはフランスに定住し、フランスの「バルビゾン派」の画家から影響を受けて「写実主義」のスタイルの画家として活動していた。
1842年にフィリッポはガラツィで王族の子供の教師として2年ほど滞在した後、ナポリに戻った。イタリア統一運動に関心を持ち、1848年革命ではナポリの抗議者のバリケードに加わったとされる。1950年代初めにナポリの美術学校から賞を受けて、ローマ留学の奨学金を受けた。
1855年に万国博覧会が開かれているパリを訪れ、兄の紹介でバルビゾン派の画家などフランスの芸術家と知り合った。フランスからの帰途、フィレンツェでジョヴァンニ・ファットーリや「マッキア派」の画家と交流した。イタリアの新しい美術を推進する役割を評論活動や、版画家のクチノッタ(Saro Cucinotta)と、雑誌「近代美術」(L'arte moderna)を創刊することで担った。
1867年のパリ万国博覧会には代表作の『大洪水の後』を含む6点の絵画を出展した。1873年のウィーン万国博覧会では審査員を務めた。1878年に、ナポリの王立美術アカデミー(Real Istituto di belle arti di Napoli)の校長に任じられ1881年まで務めた。

## 作品

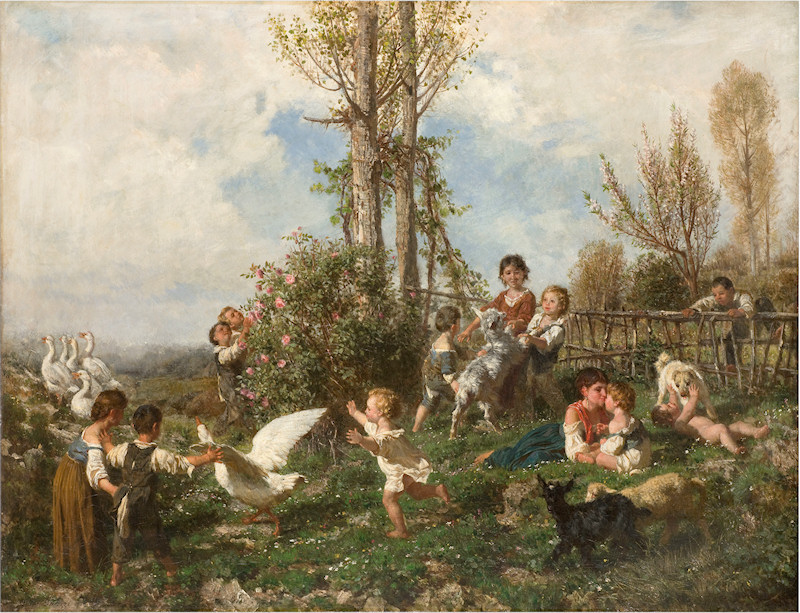
「春」 (1868)
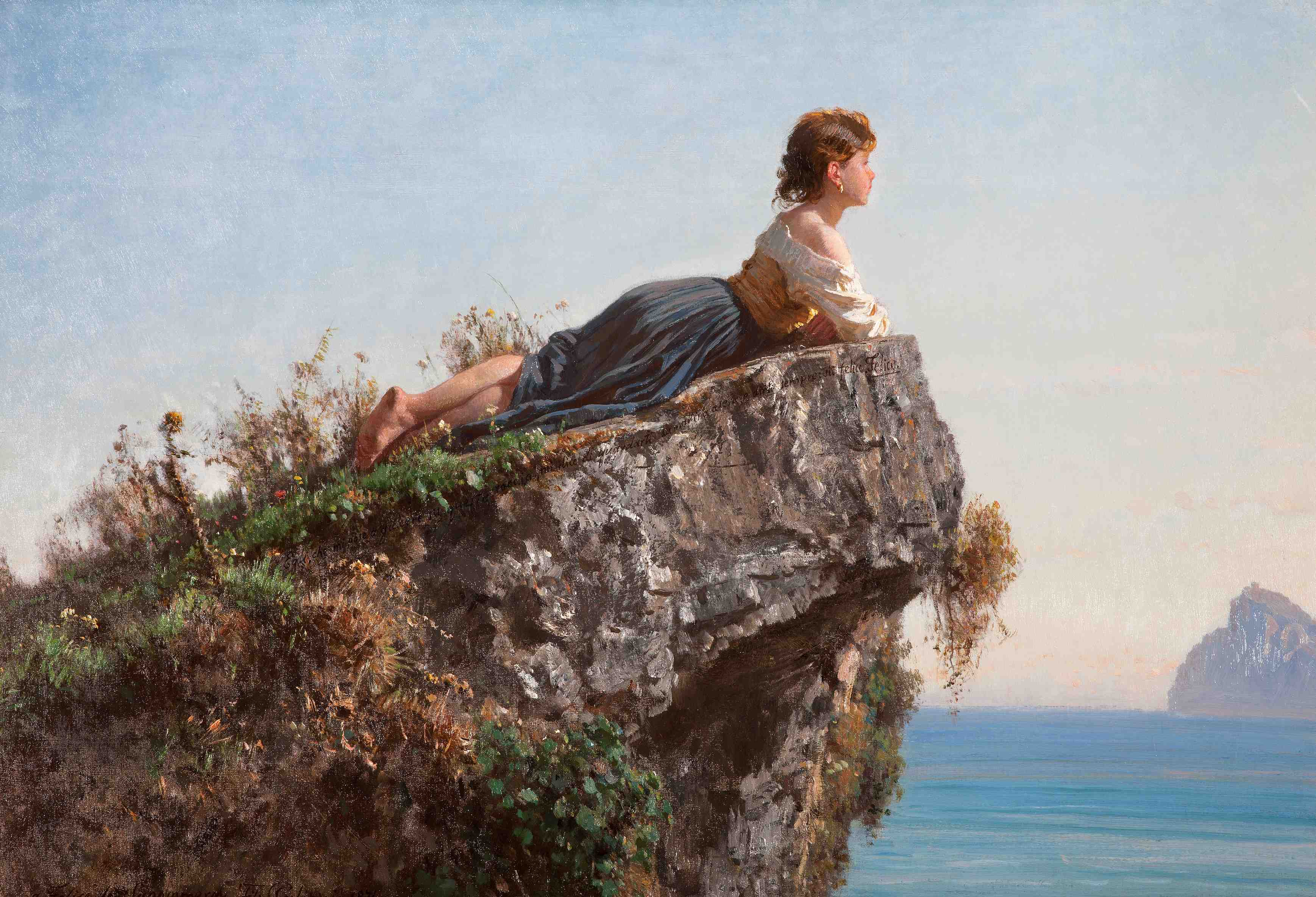
ソレントの岩の上の少女　(c.1871)
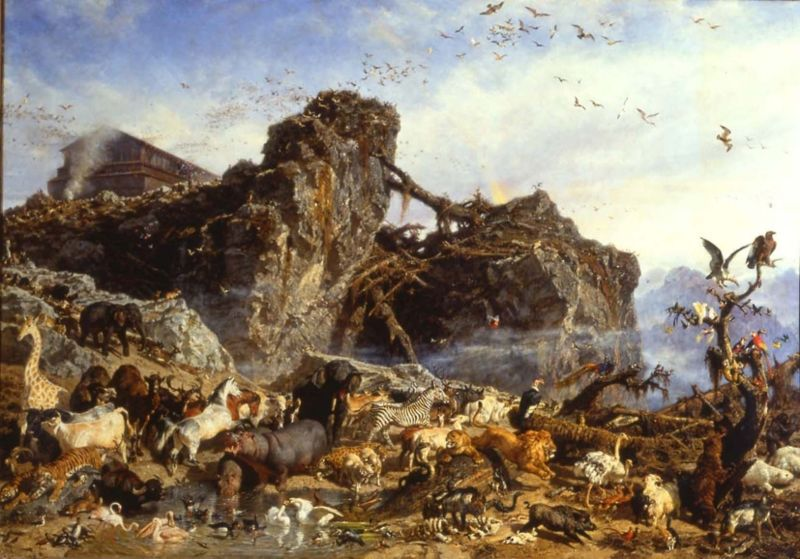
『大洪水の後』
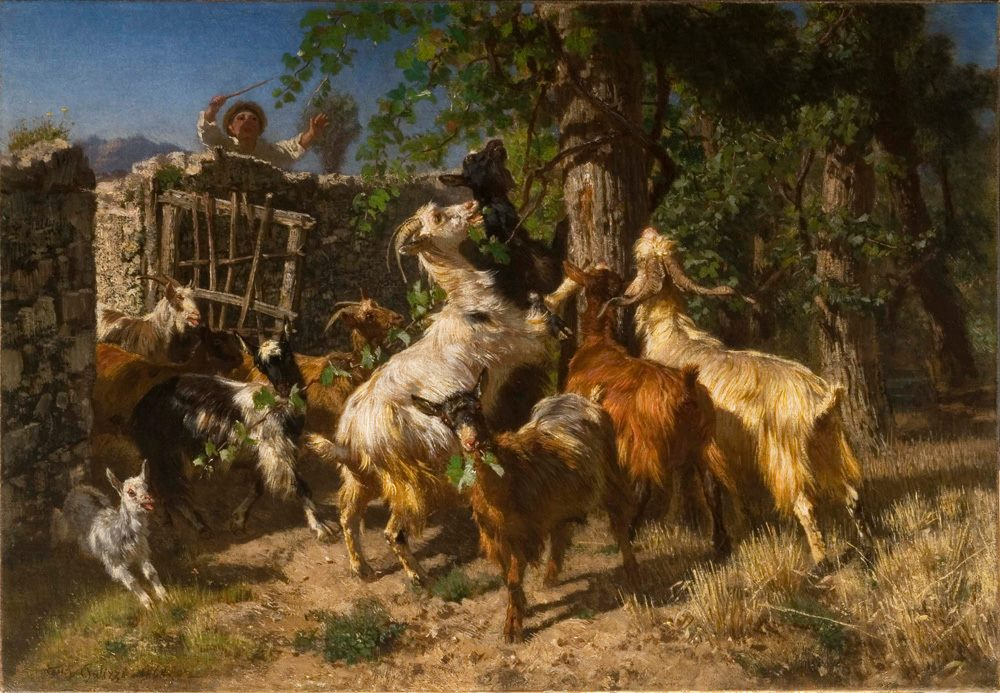
山羊
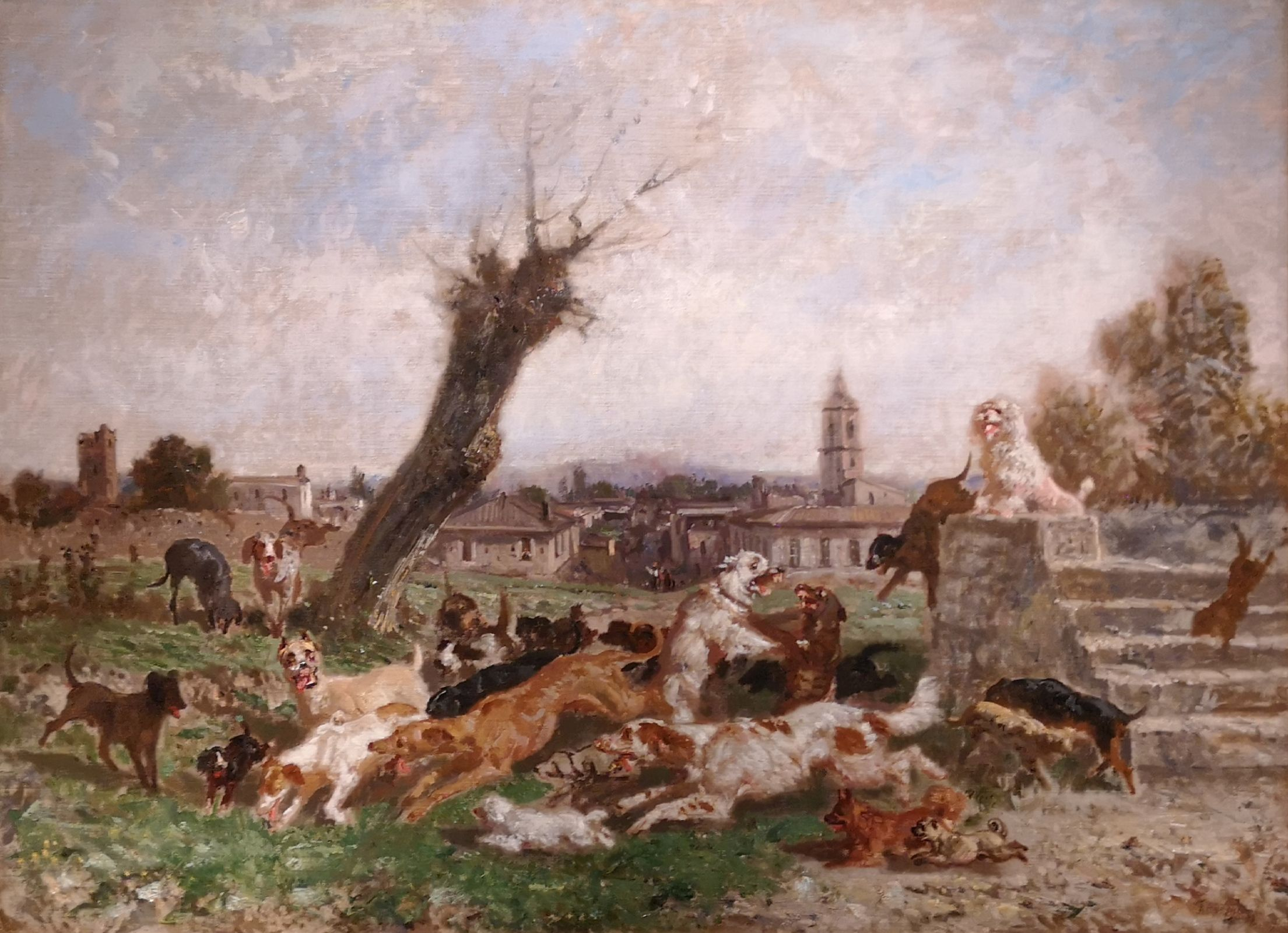
犬
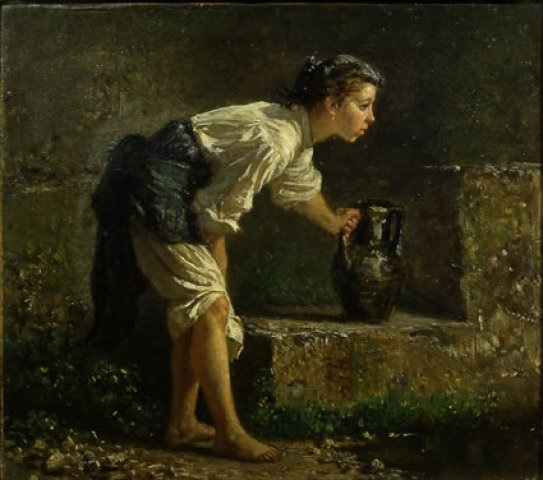
春の少女(1856)